# Le Glaizil
Le Glaizil è un comune francese di 179 abitanti situato nel dipartimento delle Alte Alpi della regione della Provenza-Alpi-Costa Azzurra.

## Società

### Evoluzione demografica
Abitanti censiti

## Galleria d'immagini

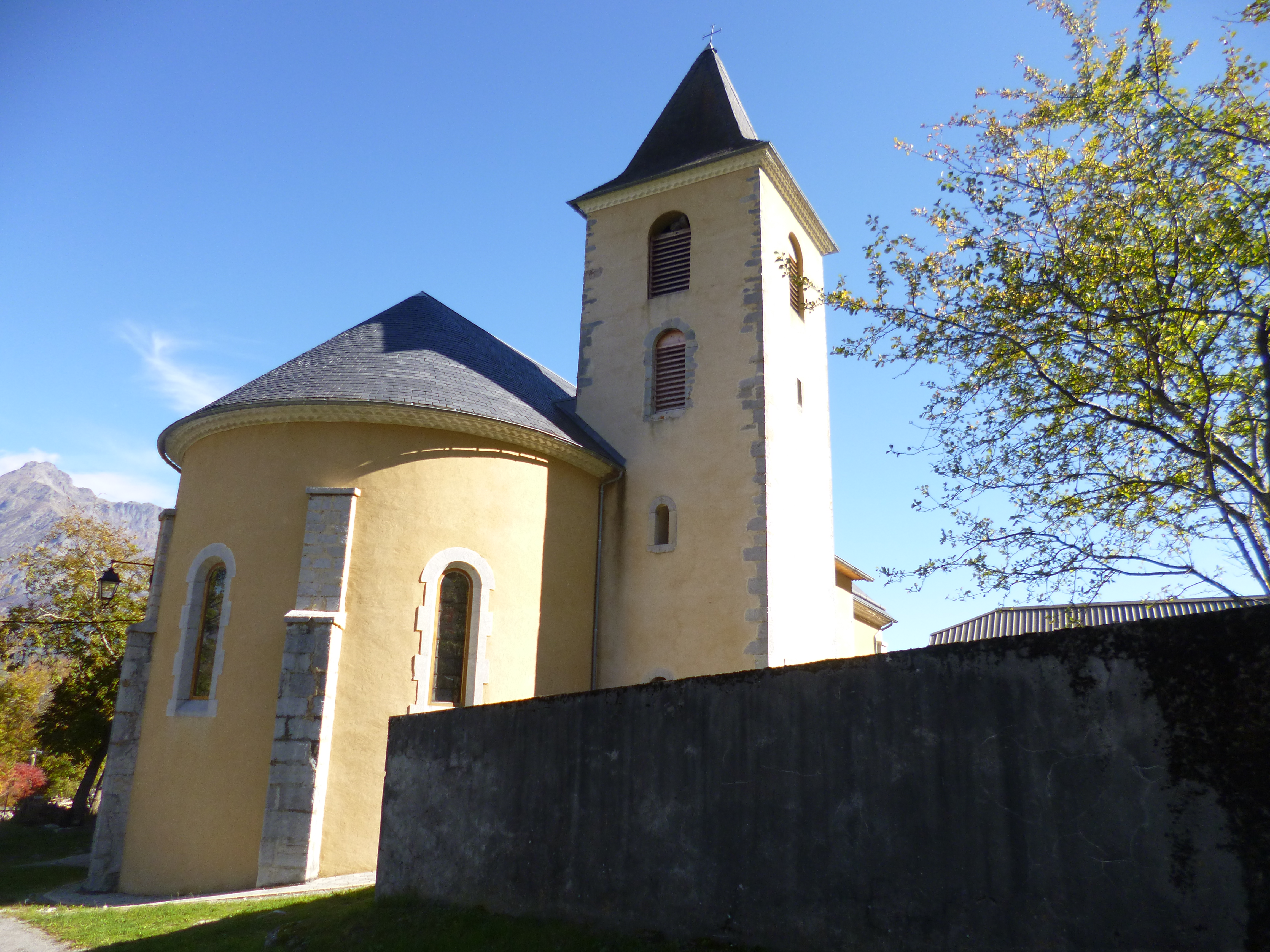
La Chiesa
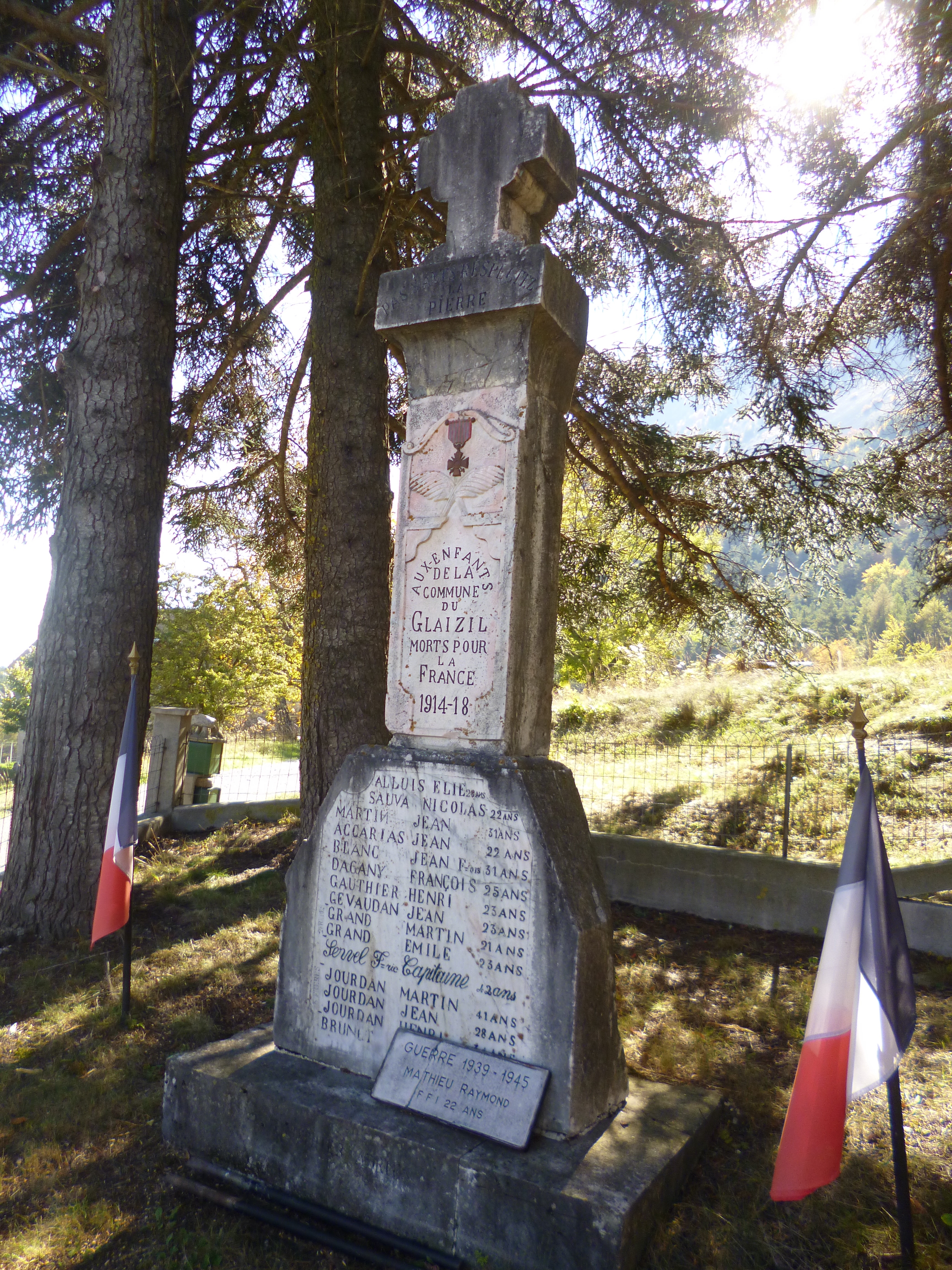
Monumento al caduti
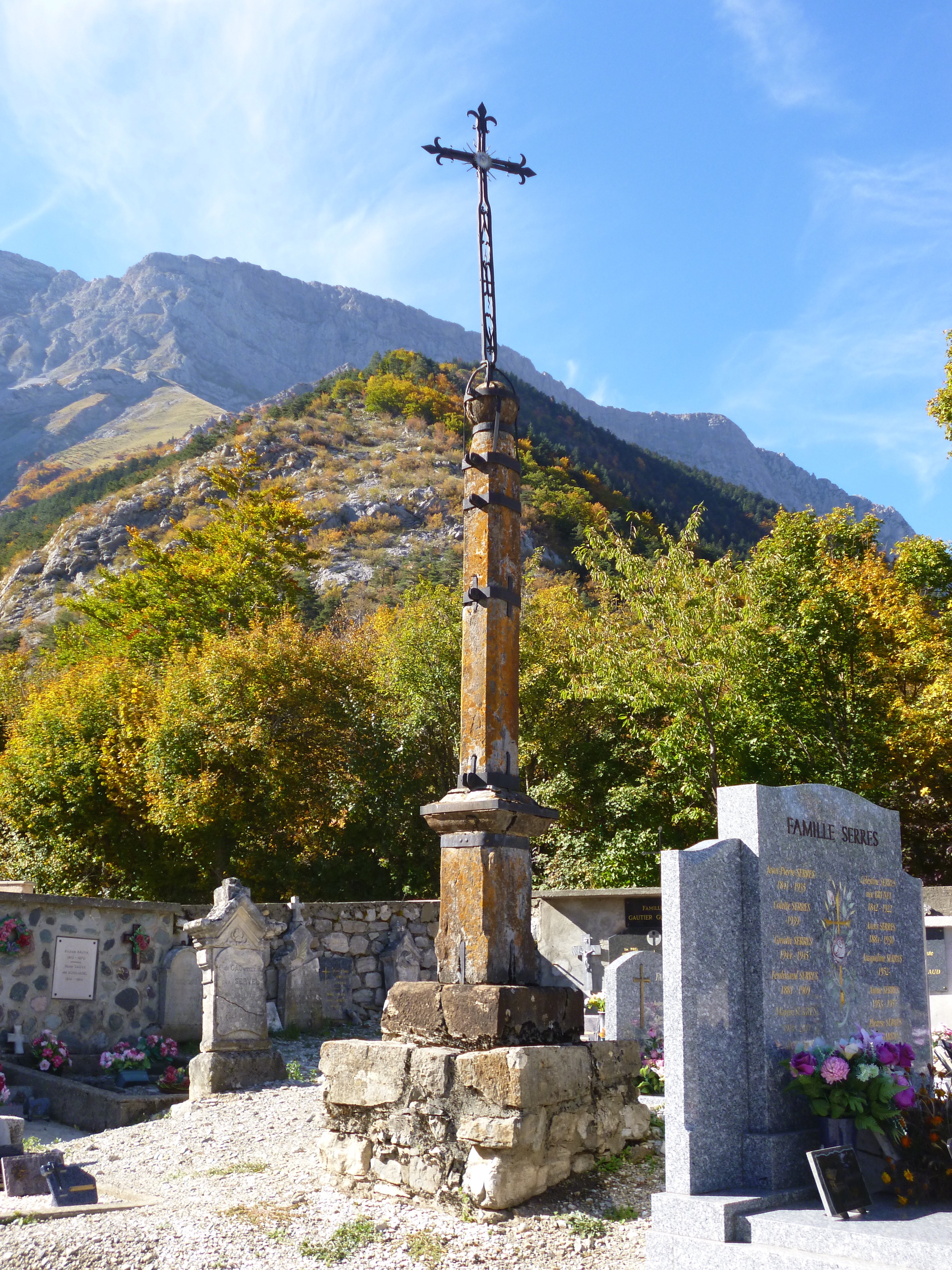
Croce (1771)
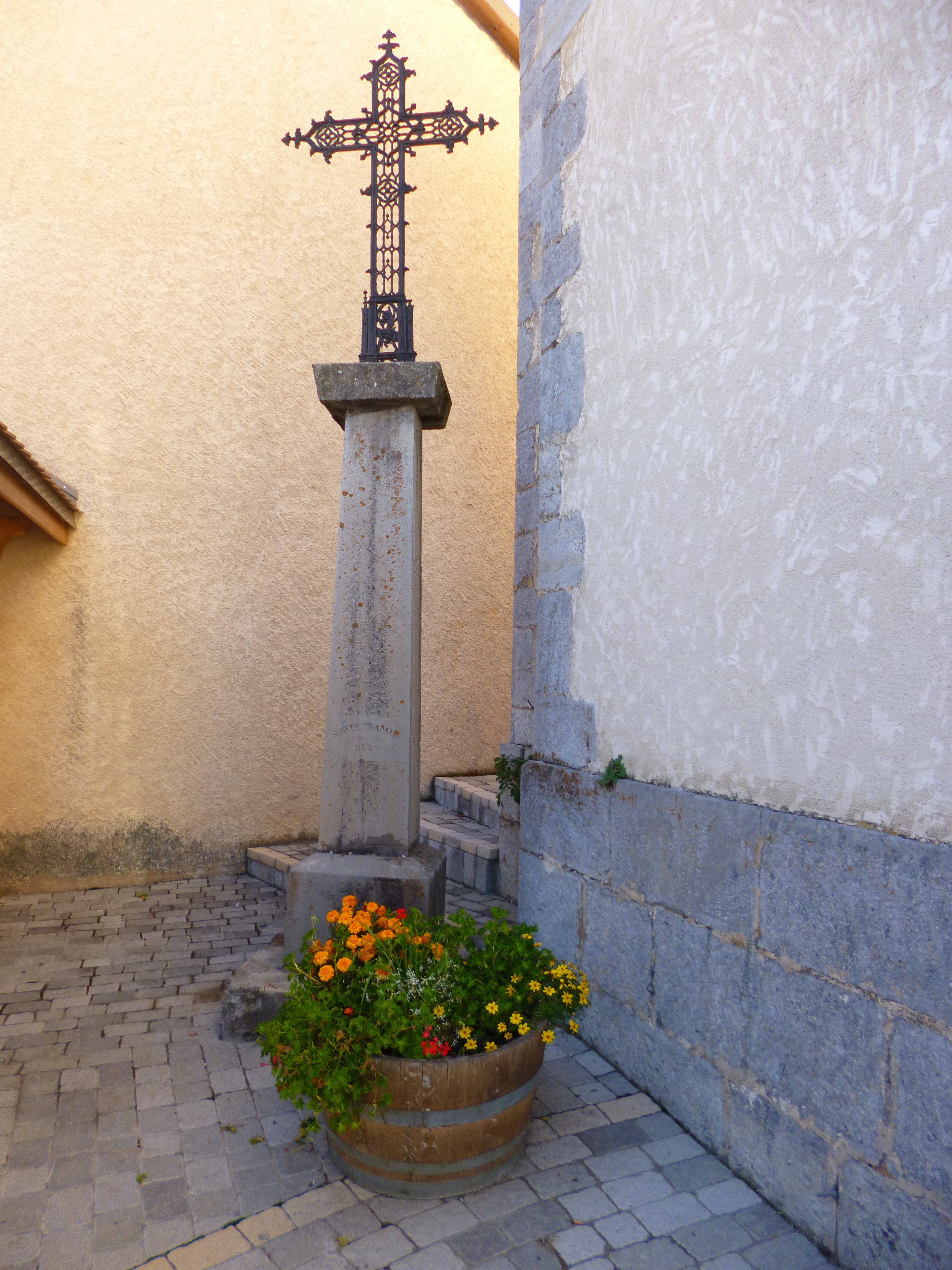
Croce (1889)
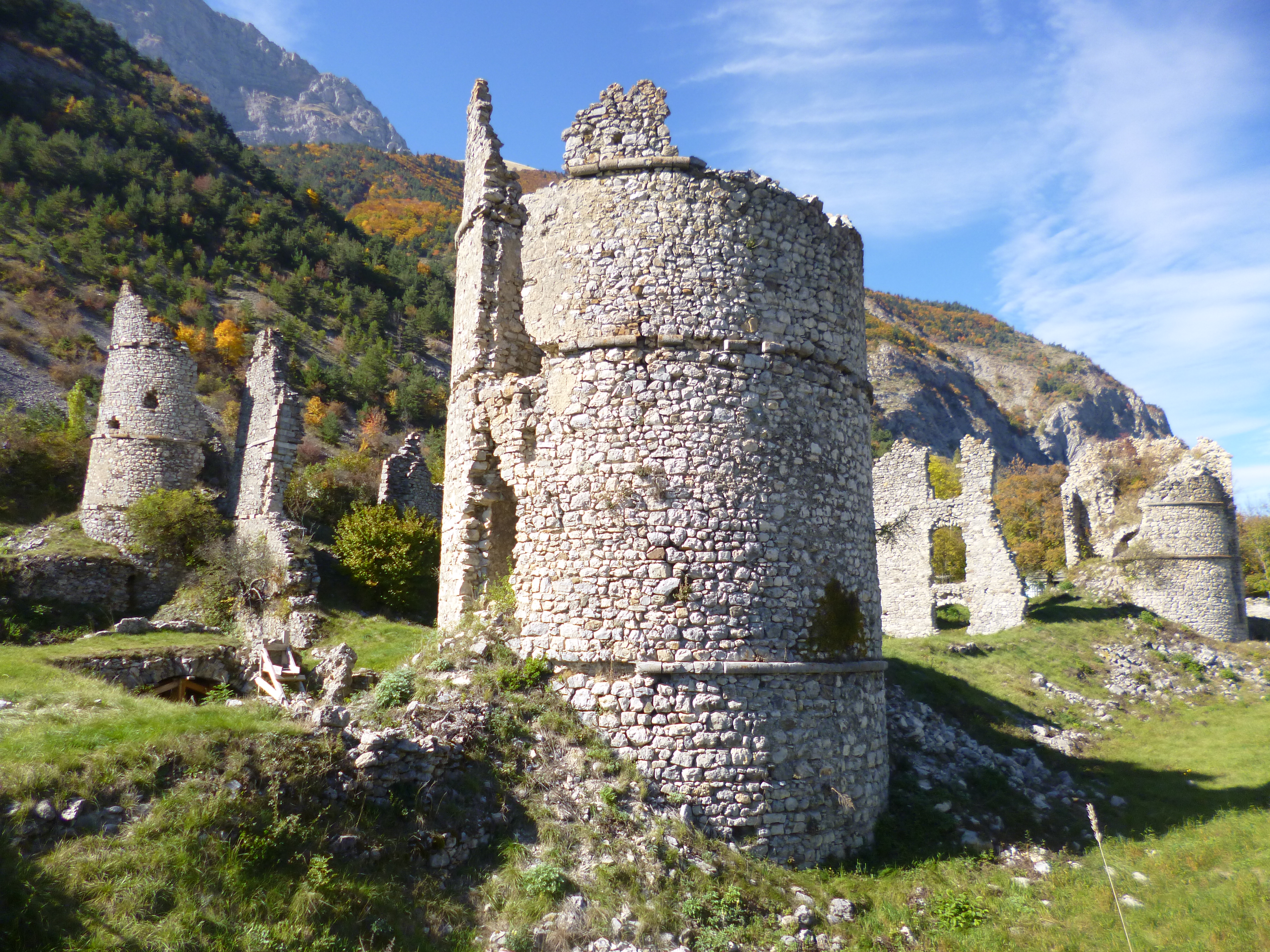
Il Castello de Lesdiguières